# Agnes Martin
Agnes Martin (ur. 22 marca 1912, Kanada, zm. 16 grudnia 2004, Stany Zjednoczone) – artystka kanadyjskiego pochodzenia, która tworzyła i pracowała w USA, aż do śmierci w wieku 92 lat. Przypisywana jest do nurtu minimalizmu, jednak sama widziała siebie jako przedstawicielkę ekspresjonizmu abstrakcyjnego. Jej prace charakteryzowała prostota, powtórzenia, geometryczna kompozycja przy zastosowaniu oszczędnych środków wyrazu. Często powtarzającym się motywem są pasy. Głównie stosowała stonowaną, pastelową kolorystykę, szarości oraz ciemnoniebieski.
Na początku lat 30. przeprowadziła się do Stanów Zjednoczonych, gdzie planowała zostać nauczycielką. W wielu lat 30 przeniosła się do Nowego Meksyku i zaczęła malować obrazy. Wykonywała tam martwe natury, pejzaże, abstrakcyjne obrazy z formami organicznymi, które zainteresowały znaną Nowojorską marszand sztuki Betty Parsons, która w roku 1957 przekonała ją do przeprowadzenia się do Nowego Jorku. Wtedy prace Martin uległy znacznemu uproszczeniu. W Nowym Jorku wypracowała sobie charakterystyczne zwyczaje, jak malowanie ma płótnach sześć na sześć stóp pokrytych w całości szkicem wykonanym ołówkiem i wykończonych cienką warstwą zaprawy. Na zwiększone zainteresowanie zareagowała powrotem do Nowego Meksyku i kilkuletnią przerwą w malowaniu. Jednak doświadczenia sprawiły, że artystka utrwaliła się we własnym stylu. W ostatnich latach życia tworzyła kompozycje z dużymi figurami geometrycznymi.
W 2015-17 r. była prezentowana wystawa retrospektywna artystki w muzeach: Tate Modern w Londynie, w Düsseldorfie, Los Angeles, oraz Muzeum Guggenheima w Nowym Jorku, której kuratorką była Tracey Bashkoff.